# Palais Kobbet El Nhas
Le palais Kobbet El Nhas (littéralement « Palais de la coupole de cuivre ») est un palais tunisien situé à La Manouba, autrefois propriété beylicale. Après avoir abrité une église catholique pendant le protectorat français, il accueille désormais des manifestations culturelles.

## Construction du palais
Le palais, dont l'aspect actuel date essentiellement de la seconde moitié du XVIIIe siècle et du premier tiers du XIXe siècle, est construit à l'origine par Mohamed Rachid Bey (1756-1759). Hammouda Pacha (1782-1814), qui réside plus souvent dans le Palais de la rose voisin, y apporte des agrandissements ainsi que plusieurs embellissements. Par la suite, Moustapha Bey (1835-1837) est le dernier monarque husseinite à l'habiter durant quelques séjours.
Plus tard, il devient successivement la résidence de deux personnages importants de la cour de Sadok Bey (1859-1882) : le général Farhat Gaied Jbira, assassiné lors de insurrection de 1864, puis le général Rachid.

## Historique pendant le protectorat français
Dans les années 1890, l’archevêché de Carthage se porte acquéreur du bâtiment qui lui est présenté comme un ancien palais de justice vendu par un certain Schialom Sitbon à la suite de sa faillite judiciaire. Acquis pour la somme de 20 000 lires, l’édifice est en tellement mauvais état qu’on doit utiliser une échelle pour y accéder. Pour s’en débarrasser, l’archevêché le cède le 5 mai 1897, pour la même somme, aux sœurs salésiennes qui cherchent un bâtiment suffisamment grand pour y ouvrir une école. Il leur est même accordé de régler le montant de l’achat en livraisons de vin muscat. Pour éviter une saisie de l’édifice par le gouvernement à la suite de la loi de séparation des Églises et de l'État, une société civile par actions, Notre Dame Auxiliatrice, est créée en septembre 1897.
L’école ouvre la même année et reçoit en pension 60 à 70 filles âgées de cinq à quinze ans. La grande salle du palais qui fait l’admiration de tous les visiteurs par ses stucs ouvragés est convertie en lieu de culte catholique. L’autel n’est autre que l’ancienne table du réfectoire. Il n’y a alors qu’une centaine de fidèles. Pour les appeler aux offices, une cloche est mise en place et bénie le 12 avril 1898 par Monseigneur Clément Combes en présence du résident général de France, René Millet. Une statue de Notre Dame Auxiliatrice, patronne des Salésiens, offerte par des donateurs, est bientôt installée dans l’église. Cette dernière reste le centre de la paroisse de La Manouba jusqu’à la construction d’un autre édifice en janvier 1939.
Le vaste jardin est utilisé pour la récolte d’arbres fruitiers, en majorité des orangers, à partir de 1916. Il est malheureusement également utilisé par l’armée française qui s’y installe au moment du déclenchement de la Seconde Guerre mondiale en 1939. Le 15 juin 1940, les bombes ne tombent qu’à une centaine de mètres du site. Après l’armistice, les militaires français quittent le palais. Deux ans plus tard, ils sont remplacés par l’armée allemande pendant la campagne de Tunisie. Les bombardements reprennent jusqu’à la défaite des forces de l’Axe le 7 mai 1943. Mais, avant de partir, les occupants font sauter les stocks de munitions et les dégâts sont importants, ce qui n’empêche pas l’armée britannique d’occuper les lieux à son tour jusqu’au 12 mars 1944.
Les cours reprennent dès la fin des combats. L’indépendance de la Tunisie en 1956 provoque le départ des militaires français et de leurs familles. Les élèves tunisiennes remplacent peu à peu les pensionnaires françaises. De 180 en 1957, le nombre des élèves grimpe à 310 en 1962 puis 400 en 1963 toujours encadrées par les sœurs salésiennes.
À la suite de la nationalisation des terres européennes le 12 mai 1964, le jardin et les vaches sont saisis avant d’être finalement rendus à leurs propriétaires mais, dans le même temps, les autorités entrent en possession de certains locaux du palais. Toutefois, les cours de l’école peuvent continuer.
Quant à l’église, elle est fermée à l’occasion du modus vivendi signé entre le gouvernement tunisien et le Vatican le 10 juillet 1964. Le bâtiment est cédé gratuitement avec l’assurance qu’il ne sera utilisé qu’à des fins d’intérêt public compatibles avec son ancienne destination.

## Architecture
Si l'édifice présente des extérieurs typiques de l'architecture traditionnelle tunisienne, notamment ses façades blanches rythmées par des arcades et des arcatures aveugles, l’intérieur en revanche offre au regard une plus grande diversité ornementale, se traduisant par la présence de décors tant de style autochtone, enrichi de motifs arabo-andalous et ottomans, que de style italianisant.
Le palais Kobbet El Nhas, actuellement en mains privées, accueille réceptions, séminaires et diverses manifestations culturelles.

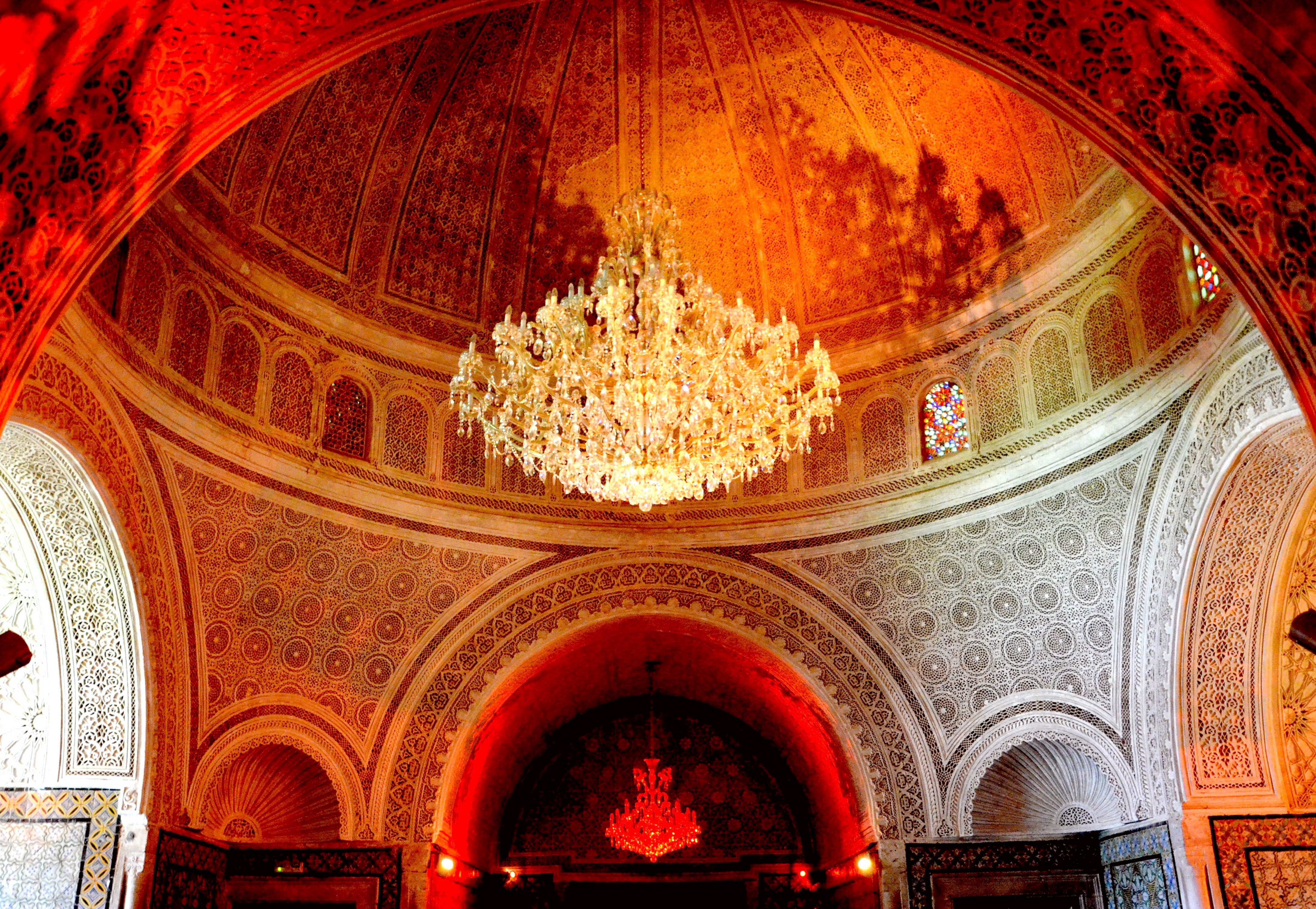
Vue partielle de la grande salle d'apparat du palais Kobbet El Nhas.
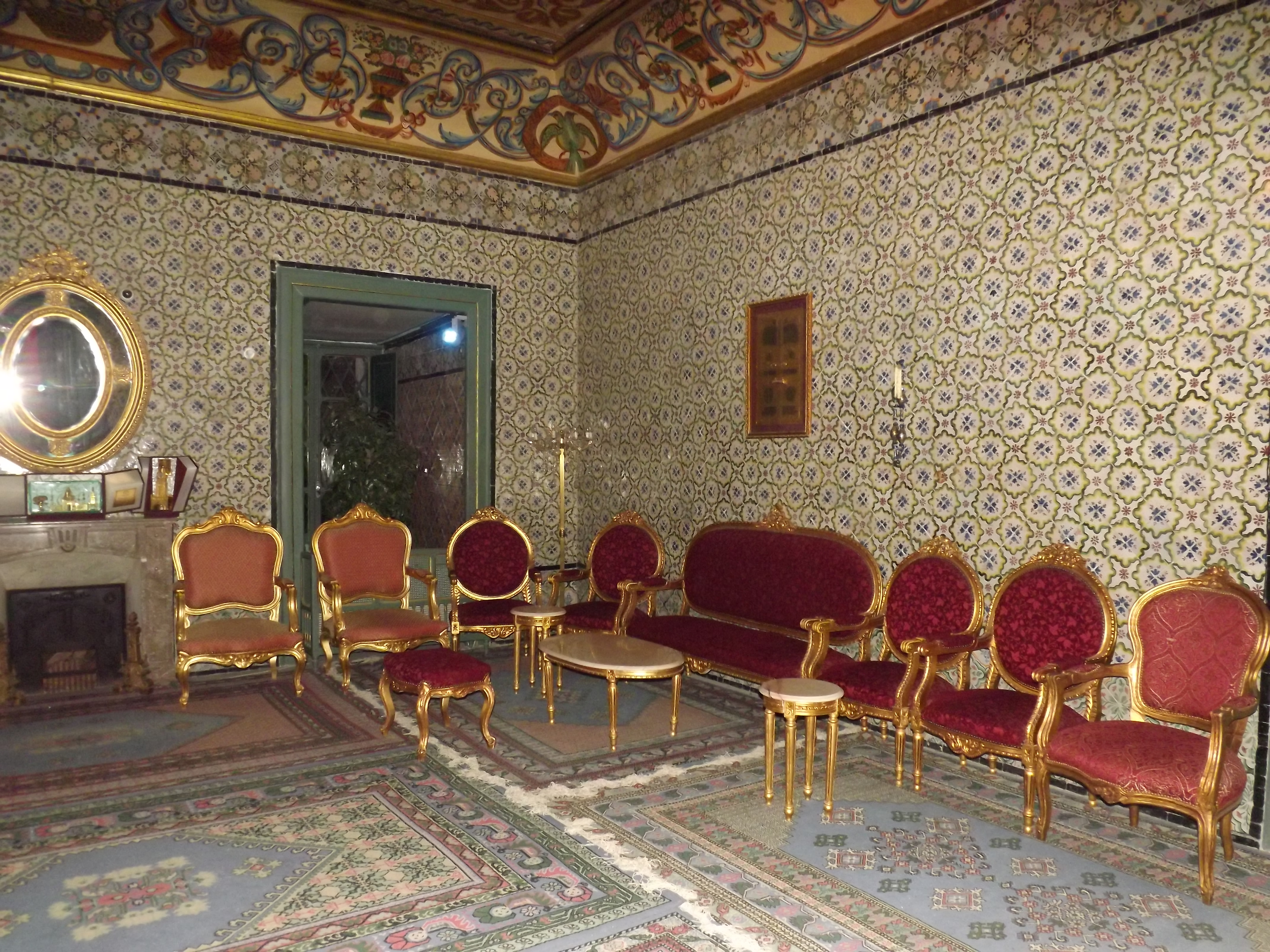
Vue partielle du salon d'honneur de style italianisant.
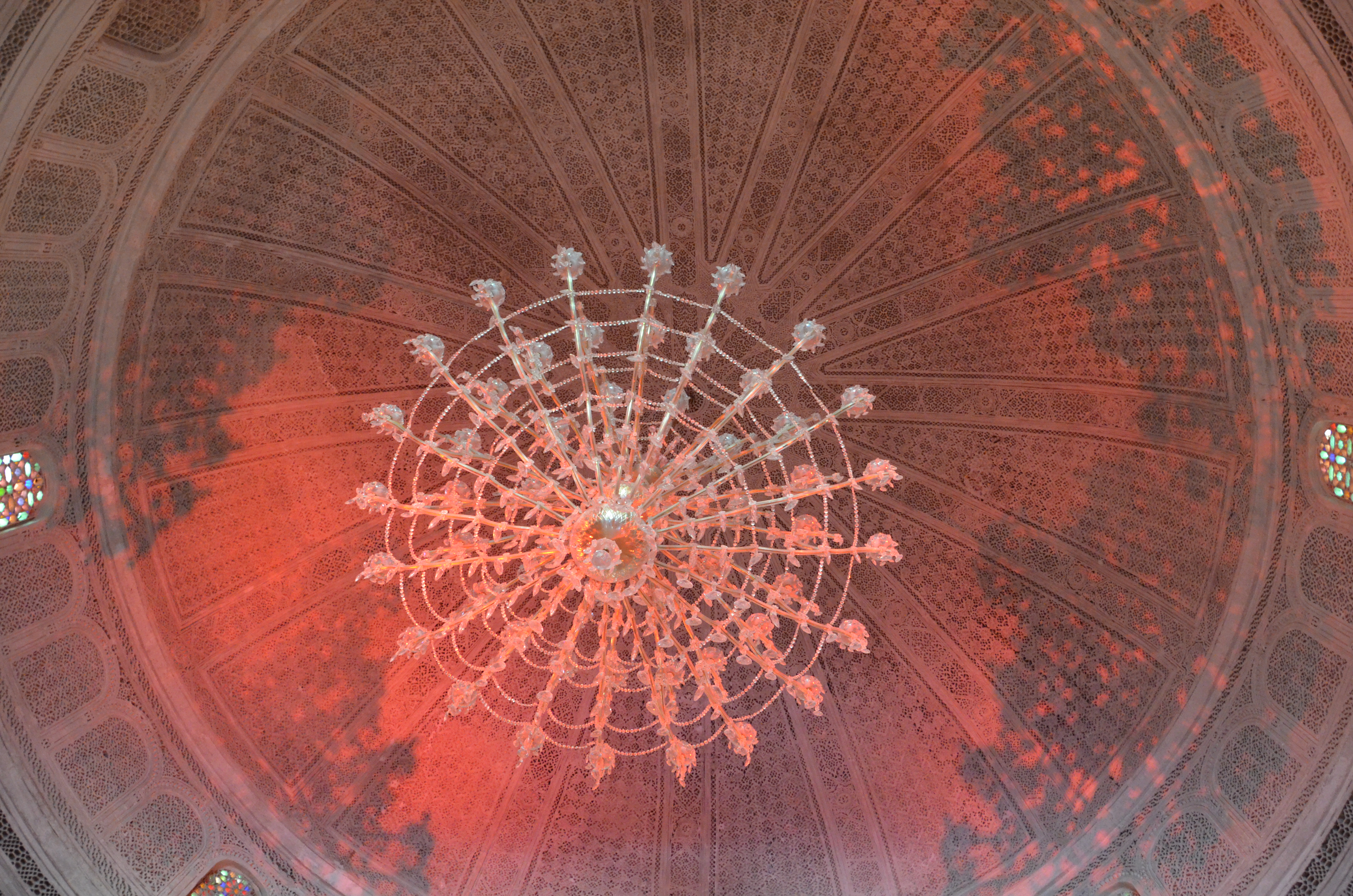
Vue intérieure de la coupole, ornée de plâtre finement sculpté, de la grande salle d'apparat.
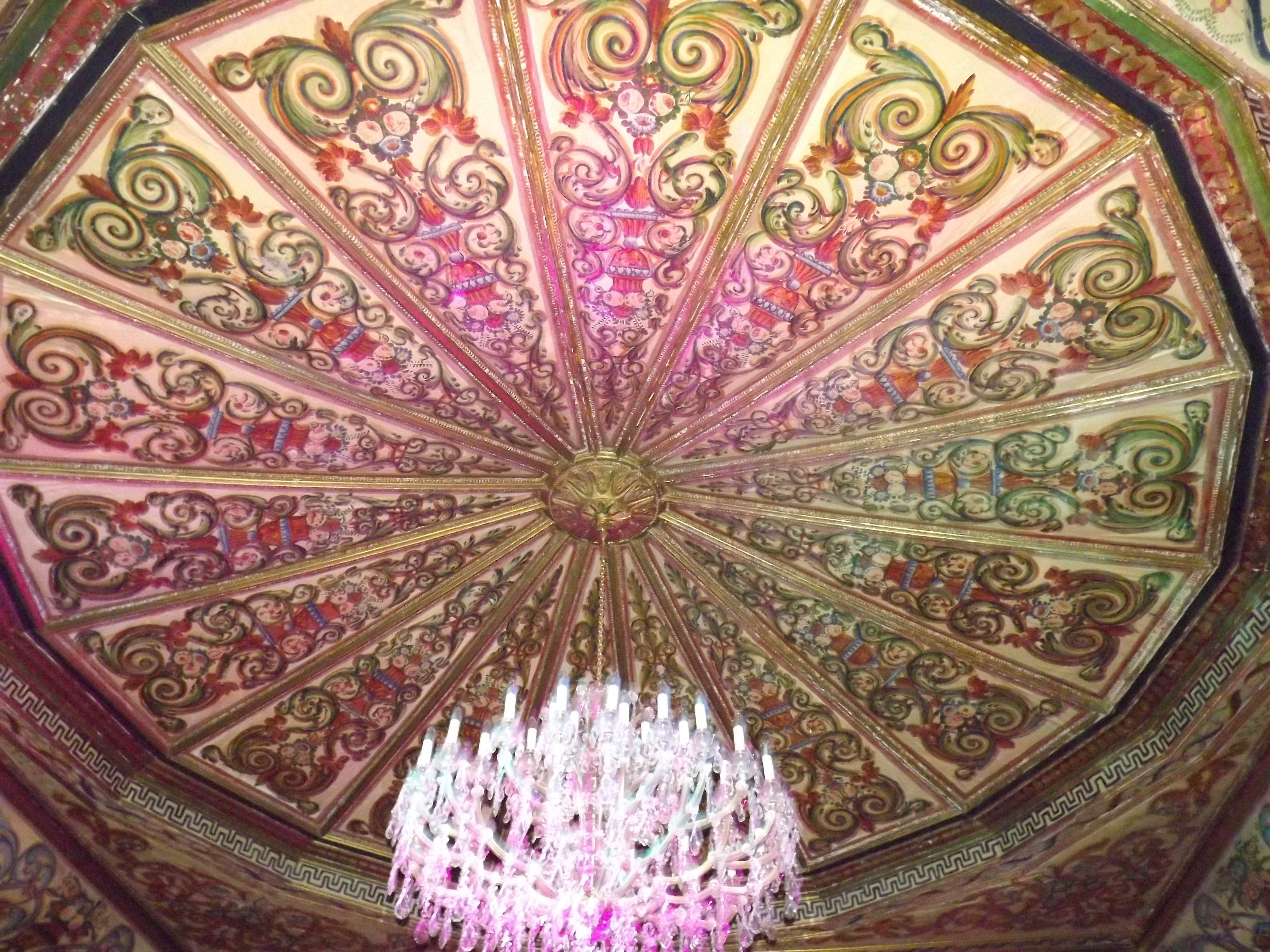
Gros plan sur le plafond en parasol, de style italianisant, du salon d'honneur.
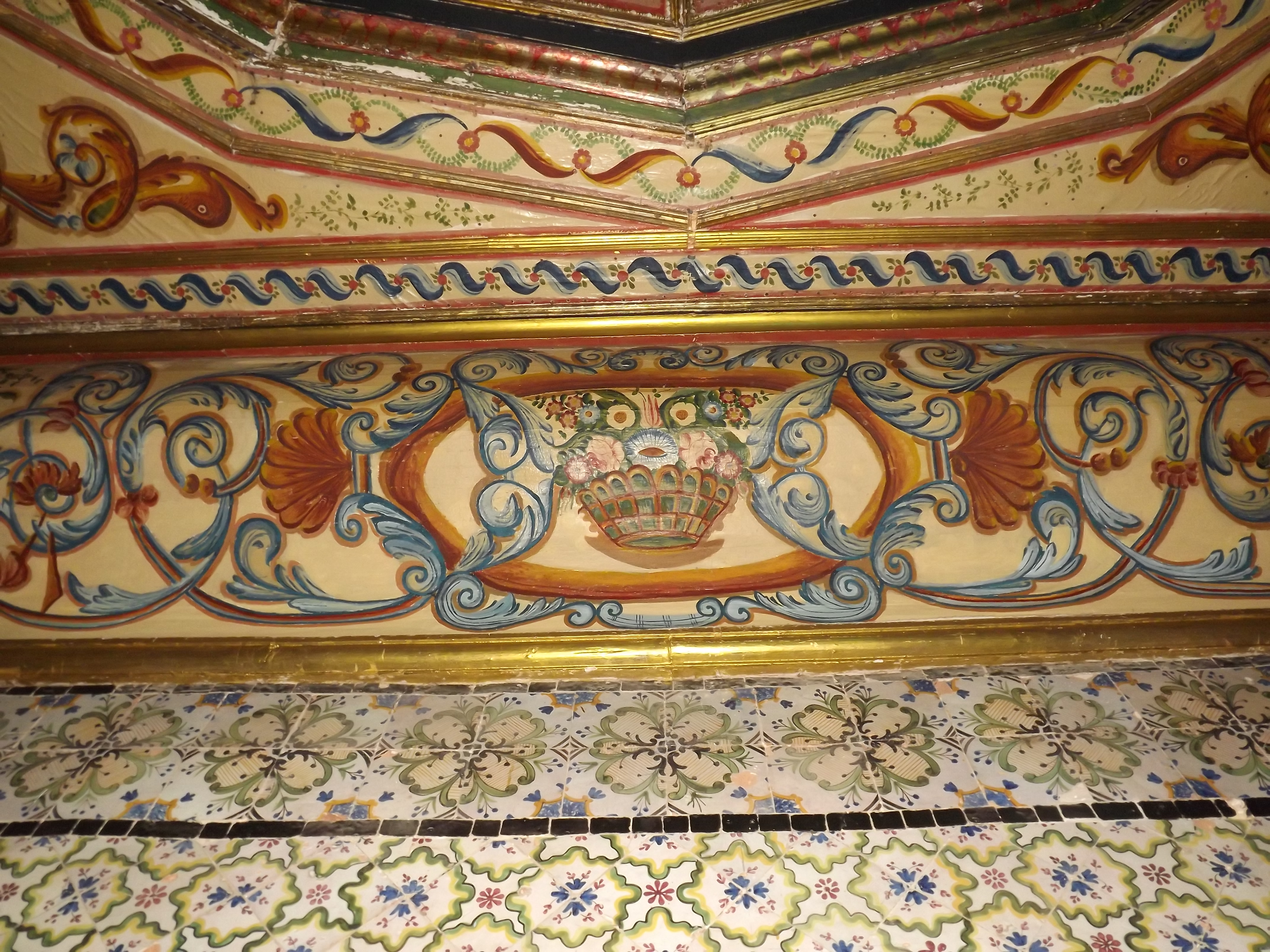
Gros plan sur une frise peinte de corbeilles de fleurs, de rinceaux et de coquilles.
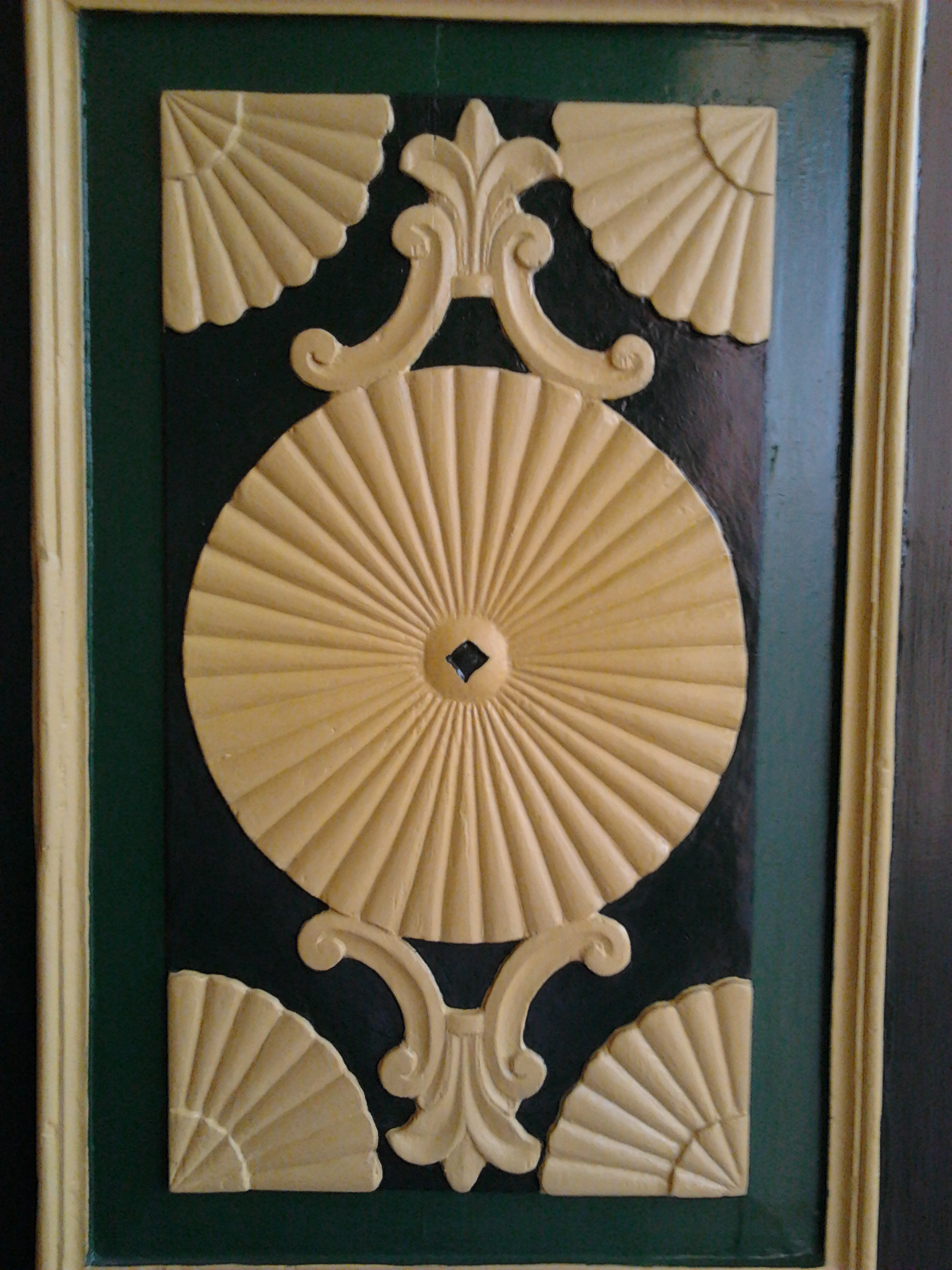
Gros plan sur le décor sculpté, ornant le vantail d'une porte.